# Amiral Cécille (croiseur)
Pour les articles homonymes, voir Amiral Cécille.
L’Amiral Cécille est un croiseur protégé de 2e classe construit pour la Marine française.

Lancé en mai 1888 des Forges et Chantiers de la Méditerranée de La Seyne-sur-Mer, il fut mis en service en juin 1890 et retiré du service  en 1907.

## Conception
C'était un navire à gréement de trois-mâts barque, avec huniers militarisés.

Ce croiseur assez rapide est typique de toute une série de croiseurs légers qui ont été conçus pour la chasse des navires marchands ennemis.

## Histoire
Il porte le nom de Jean-Baptiste Cécille (1787-1873), militaire, diplomate et homme politique français.

Il remplaça le  croiseur Dubourdieu (1884-1899) sur la station des Caraïbes. En 1907, il fut converti en navire-école à Toulon pour les élèves mécaniciens-torpilleurs.

Il fut démoli en 1919.

## Sources
- Dictionnaire des bâtiments de la flotte de guerre française de Colbert à nos jours, Tome II, 1870–2006, LV Jean-Michel Roche, Imp. Rezotel-Maury Millau, 2005.